# Kill ’Em All
Kill ’Em All – debiutancki album studyjny amerykańskiego zespołu muzycznego Metallica. Wydany został 25 lipca 1983 roku nakładem wytwórni Megaforce Records. Zespół podpisał kontrakt z tą wytwórnią po zagraniu paru koncertów na Wschodnim Wybrzeżu USA, które zorganizował jej założyciel, Jon Zazula, po usłyszeniu dema grupy, No Life ’Til Leather.
W ocenie krytyków, album jest klasyką gatunku oraz przyczynił się do powstania thrash metalu, a James Hetfield swoją grą na albumie ustanowił nowe standardy siły, precyzji i wytrzymałości. Kill ’Em All został sklasyfikowany przez personel serwisu Metal-Rules.com na 20. miejscu wśród 100 Najlepszych Albumów Heavymetalowych. Jest to jeden z dwóch album Metalliki, którego współkompozytorem nie jest Kirk Hammett (drugim jest Hardwired...To Self-Destruct) oraz jeden z dwóch albumów (innym jest Death Magnetic z 2008 r.) niewyprodukowanych przez członków zespołu. W samych Stanach Zjednoczonych album sprzedał się w 4,5 milionach egzemplarzy (do 2023 r.).

## Kompozycje
Kill ’Em All to jedyny album Metalliki, na którym zamieszczone utwory były praktycznie w całości gotowe do nagrania przed rozpoczęciem sesji nagraniowej. Pierwszym skomponowanym utworem był otwierający album „Hit the Lights”, nagrany pod koniec 1981 na potrzeby pierwszego oficjalnego wydawnictwa na którym znalazł się zespół, Metal Massacre wydanego 14 czerwca 1982. Wydawnictwo znane również jest z tego, że nazwa grupy została źle napisana (Mettallica), jak i nazwisko basisty Rona McGovneya (McGouney) oraz imię gitarzysty Lloyda Granta (Llyod) grających oryginalnie w utworze. Według listy utworów zagranych na debiutanckim występie zespołu z 14 marca 1982, drugim skomponowanym utworem zespołu był najprawdopodobniej „Jump in the Fire”, (oraz pierwszym, którego współautorem był Dave Mustaine) który razem z „Hit the Lights” i dwiema nowymi kompozycjami – „The Mechanix” i „Motorbreath” – wypełnił demo zespołu nagrane 24 kwietnia 1982, pt. Power Metal.
„The Mechanix” jest utworem, który skomponował sam Mustaine, ale po wyrzuceniu go w kwietniu 1983 z Metalliki James Hetfield i Lars Ulrich zmodyfikowali ten utwór dzięki czemu stał się dłuższy, miał inny tekst i tytuł – „The Four Horsemen”. Sam Mustaine zamieścił „The Mechanix” pod tytułem „Mechanix” na debiutanckim albumie swojego zespołu, Megadeth – Killing Is My Business...And Business Is Good! (z 1985). Na następnym demie grupy, No Life ’Til Leather (nagranym 6 lipca 1982), oprócz czterech poprzednich kompozycji zamieszczone zostały trzy nowe: „Seek & Destroy”, „Metal Militia” i „Phantom Lord”. W grudniu 1982 do zespołu dołączył basista Cliff Burton, który już wcześniej skomponował solowy utwór na gitarze basowej pod tytułem „(Anesthesia) Pulling Teeth”. 16 marca 1983 nagrane zostały ostatnie dwa utwory – „Whiplash” i „No Remorse” – na tzw. Megaforce Demo, które są zarazem jedynymi utworami wspólnie nagranymi z Mustaine’em i Burtonem w składzie.

## Nagrywanie
Inicjatywa nagrania albumu powstała z powodu Jona Zazuli, który był promotorem oraz właścicielem sklepu Rock ’n’ Roll Heaven w New Jersey. Gdy usłyszał demo Metalliki, No Life ’Til Leather, postanowił skontaktować się z zespołem w lutym 1983, aby zaproponować grupie parę występów na Wschodnim Wybrzeżu Stanów Zjednoczonych. Zespół przyjął propozycję i wyruszył z San Francisco pod koniec marca 1983 w trasę długą na ponad 3 tysiące kilometrów, podczas której Dave Mustaine był niemal bez przerwy pijany, co doprowadziło do wielu kłótni z pozostałymi członkami zespołu, wypadku samochodowego, oraz znacznego zmniejszenia się jego umiejętności gry na gitarze. Gdy już zespół dotarł na miejsce, 1 kwietnia skontaktowano się z Kirkiem Hammettem gitarzystą zespołu Exodus, a dziesięć dni później Mustaine został wyrzucony z zespołu i zastąpiony tego samego dnia przez Hammetta. W okresie gdy zespół dostał już propozycję zagrania trasy koncertowej na wschodzie USA, Zazula próbował załatwić kontrakt nagraniowy grupie, co jednak mu się nie udało, więc w ostateczności założył 1 kwietnia 1983 razem z żoną Marshą własną wytwórnię płytową Megaforce Records. Miesiąc po tym – 3 maja 1983 – Metallica (jako pierwszy zespół) podpisała kontrakt z jego wytwórnią.
Siedem dni później Metallica rozpoczęła 17-dniowe nagrywanie albumu w Music America Recording Studios w Rochester w stanie Nowy Jork. Produkcją zajęli się Jon Zazula i Paul Curcio, którego Lars Ulrich określił „żłopaczem kawy,”, a według Kirka Hammetta „głównie siedział w kącie i bazgrał coś w notesie. No i robił kawę zespołowi.” Ulrich tak wspomina miejsce w którym nagrywał:

Samo studio znajdowało się w piwnicy dużego klubu starego typu kolonialnego. Na drugim piętrze znajdowała się duża sala balowa, która była idealna dla osiągnięcia dobrego dźwięku perkusji. Jedynym problemem było to, że to miejsce było cholernie nawiedzone, więc musiałem z kimś tam być cały czas w trakcie nagrywania. Moje talerze zaczynały wirować, i tym podobne rzeczy. To było straszne, ale z chęcią nagrywałbym tam z powrotem.

Ulrich wspomina również nieprzyjemną sytuację, która miała miejsce pod koniec realizacji albumu:

Razem z Jamesem [Hetfieldem] chcieliśmy zostawać w studiu przy ostatecznych miksach. Z racji dość niskiego budżetu nie pozwalano nam w tym uczestniczyć, pewnie w obawie, że zbyt wiele będziemy chcieli zmieniać – a na to już nie było czasu. Pamiętam jak Cliff [Burton] dobijał się do tego pieprzonego studia słysząc z domofonu, że „Niestety, teraz nie może wejść”, a w tle słychać było jak pracują nad naszym materiałem.

## Tytuł
Członkowie zespołu chcieli, aby album miał inny tytuł, o czym James Hetfield wypowiada się tak:

Doskonale pamiętam moment, kiedy siedzieliśmy razem i próbowaliśmy wymyślić tytuł dla płyty, która ostatecznie została nazwana Kill ’Em All. Był pomysł, by na okładce umieścić znak drogowy oznaczający ograniczenie szybkości, a płytę zatytułować: No Speed Limit. Chcieliśmy też użyć sloganu Metal Up Your Ass, który towarzyszył nam od pierwszego dnia działalności. Założyliśmy Metallikę, aby wbijać we wszystkich metal siłą. A wbijać go przez tyłek to najbardziej brutalny sposób. Uważaliśmy, że to świetny tytuł dla płyty. Chodziło o to, że naprawdę zależy nam, by nasza muzyka przemówiła do innych. My sami nie widzieliśmy w nim nic niestosownego. Nasz menadżer nie widział w nim nic niestosownego. I nasza wytwórnia naprawdę nie widziała w nim nic niestosownego. Zaprotestowali dystrybutorzy i sprzedawcy, a więc ci, od których najbardziej zależy los płyty. Powiedzieli, że nie będą sprzedawać albumu, który nosi tytuł Metal Up Your Ass. A ponieważ chodziło przecież o to, by dotrzeć z naszą muzyką do ludzi, natomiast tytuł Metal Up Your Ass w tym przeszkadzał, uznaliśmy, że należy go zmienić. A zmieniliśmy go na Kill ’Em All, adresując te słowa do tych wszystkich ludzi. Było w tym więc wiele ironii. Sprzedawali album, nie wiedząc, że jego tytuł odnosi się właśnie do nich...

## Przyjęcie albumu
Kill ’Em All został wydany 25 lipca 1983 przez wytwórnię Megaforce i spowodował „prawdziwe narodziny thrashu,” zaś „dziś uznawany jest za klasykę”. Do dziś album został sprzedany w ponad 3 milionach egzemplarzy w Stanach Zjednoczonych, a od 20 czerwca 1995 dostępny jest w wersji zremasterowanej.
Według recenzenta, Steve’a Hueya z AllMusic, na albumie, „Metallica zjednoczyła powikłane riffowanie takich zespołów Nowej Fali Brytyjskiego Heavy Metalu jak Judas Priest, Iron Maiden, czy Diamond Head z szybkością Motörhead i hardcore'owego punku. Wysoce techniczny styl grania na gitarze rytmicznej Jamesa Hetfielda napędza większość albumu, ustanawiając nowe standardy siły, precyzji, i wytrzymałości”, a „reszta zespołu jest równie wprawiona, grając ze ściśle kontrolowaną furią nawet w najbardziej absurdalnie szybkich tempach”. Huey podsumował album następująco: „Przerażający, strasznie inspirujący i absolutnie bezlitosny, Kill ’Em All jest szczerze niszczycielską energią, dokonaną z powodującymi opadanie szczęki poziomami naukowej precyzji”.
Recenzent magazynu Teraz Rock, Igor Stefanowicz, następująco określa styl w jakim zespół gra na albumie: „Szybkie, dość skomplikowane, precyzyjnie grane riffy, zresztą dość często się zmieniające, podobnie jak tempa. Wielka inwencja rytmiczna, sporo akcentów, przełomów aranżacyjnych, wirtuozerskie solówki grane z niewiarygodną prędkością. A przy tym całym zamieszaniu kompozycje z Kill ’Em All nadal są piosenkami – z melodią, z dramaturgią, z refrenami. Cholernie szczere, naładowane pięknie brzydką energią.”.
Personel serwisu Metal-Rules.com sklasyfikował album na 20. pozycji listy 100 Najlepszych Albumów Heavymetalowych, a personel serwisu IGN nie zakwalifikował albumu wśród 25 Najlepszych Albumów Metalowych, ale umieścił go na liście honorowej.

## Trasa koncertowa
Dzięki albumowi, Metallica dostała propozycje koncertów w Europie, ale zespół miał już zaplanowaną trasę koncertową po Stanach Zjednoczonych z brytyjskim zespołem Raven, który również w 1983 wydał swój album All for One. W tę trasę oba zespoły wyruszyły dwa dni po wydaniu Kill ’Em All. Trasa trwała do 3 września 1983, a jej nazwa – Kill ’Em All for One Tour – powstała z połączenia nazw albumów obu zespołów, które promowały. Dzięki tej trasie, Metallica została okrzyknięta zespołem grającym najostrzej, najgłośniej i najszybciej. Zespoły podróżowały po Stanach starym autokarem, który tak wspomina James Hetfield:

Pierwszą prawdziwą trasą było Raven i Metallica podróżujący w Winnebago z Wschodniego Wybrzeża do Zachodniego. Były naprawdę okropne zapachy w tym autokarze gdyż było tam bez przerwy wiele picia, wymiotowania i pieprzenia. Mógłbyś się tam upić i zasnąć na tych rzeczach, co było przerażające. Zawsze się biliśmy o najlepsze łóżko. Klimatyzator zepsuł się gdzieś w Teksasie, więc było tam jakieś 200 stopni gdy się budziłeś.

Występ z tej trasy w Chicago, który odbył się 12 sierpnia 1983 był nagrywany i wykonania dwóch utworów – „No Remorse” i „Metal Militia” – znaleźć można na filmie Cliff ’Em All! z 1987. Pomiędzy oboma utworami został zamieszczony urywek w którym Kirk Hammett gra (będąc samemu na scenie) solówkę na gitarze i w pewnym momencie wystawia gitarę nad ręce fanów, którzy złapali i zabrali mu ją. Zaraz po tym kilku członków ekipy technicznej (bądź ochrony) wskoczyło w tłum by odzyskać gitarę, która została zniszczona.
Z tego albumu przede wszystkim „Seek & Destroy” jest sztandarowym utworem granym na wszystkich (lub prawie wszystkich) koncertach. Innymi często granymi utworami są „The Four Horsemen” oraz „Whiplash”. „(Anesthesia) Pulling Teeth” była często obecna na setlistach aż do śmierci Cliffa Burtona w 1986. Na kolejne wykonanie trzeba było czekać aż do 2011 roku, kiedy to z okazji 30-lecia zespołu improwizację na temat „Anesthesii” zagrał Robert Trujilo. Reszta utworów jest raczej sporadycznie grana na koncertach.

## Lista utworów
| Strona A | Strona A                     | Strona A                        | Strona A |
| Nr       | Tytuł utworu                 | Autorzy                         | Długość  |
| -------- | ---------------------------- | ------------------------------- | -------- |
| 1.       | „Hit the Lights”             | James Hetfield, Lars Ulrich     | 4:15     |
| 2.       | „The Four Horsemen”          | Hetfield, Ulrich, Dave Mustaine | 7:12     |
| 3.       | „Motorbreath”                | Hetfield                        | 3:07     |
| 4.       | „Jump in the Fire”           | Hetfield, Ulrich, Mustaine      | 4:41     |
| 5.       | „(Anesthesia) Pulling Teeth” | Cliff Burton                    | 4:14     |
| 6.       | „Whiplash”                   | Hetfield, Ulrich                | 4:08     |
|          |                              |                                 | 27:37    |

| Strona B | Strona B         | Strona B                   | Strona B |
| Nr       | Tytuł utworu     | Autorzy                    | Długość  |
| -------- | ---------------- | -------------------------- | -------- |
| 1.       | „Phantom Lord”   | Hetfield, Ulrich, Mustaine | 5:01     |
| 2.       | „No Remorse”     | Hetfield, Ulrich           | 6:26     |
| 3.       | „Seek & Destroy” | Hetfield, Ulrich           | 6:54     |
| 4.       | „Metal Militia”  | Hetfield, Ulrich, Mustaine | 5:11     |
|          |                  |                            | 23:32    |

### Reedycja albumu (1988 re-release)
| Nr | Tytuł utworu | Autorzy                       | Długość |
| -- | ------------ | ----------------------------- | ------- |
| 1. | „Am I Evil?” | Brian Tatler, Sean Harris     | 7:50    |
| 2. | „Blitzkrieg” | Jim Sirotto, Ian Jones, Smith | 3:36    |
|    |              |                               | 11:26   |

- W nawiasach wymienieni są kompozytorzy danych utworów.
- Utwory „Am I Evil?” i „Blitzkrieg” zawarte były jedynie na reedycjach albumu wydawanych w Stanach Zjednoczonych i Kanadzie przez wytwórnię Elektra od 1988 do 1992, oraz w Argentynie od 1989 do 1992 razem przez wytwórnie PolyGram i Vertigo. Utwory te pochodzą z singla „Creeping Death” (1984), znalazły się również na kompilacji Garage, Inc. (1998).

## Single
- „Whiplash” – wydany w 1983 w Stanach Zjednoczonych przez wytwórnię Megaforce na 12-calowym winylu[31][32].

- „Jump in the Fire” – wydany 20 stycznia 1984 w Wielkiej Brytanii, Francji, i Holandii przez wytwórnie Music for Nations i Roadrunner na 12-calowym winylu[33][34][35].

## Twórcy

### Wykonawcy
- James Hetfield – śpiew, gitara rytmiczna (utwory: 1-4, 6-10); introdukcja (utwór: 5)
- Lars Ulrich – perkusja
- Cliff Burton – gitara basowa
- Kirk Hammett – gitara prowadząca (utwory: 1-4, 6-10)

### Produkcja
- Album nagrywany i miksowany był od 10 do 27 maja 1983 w Music America Recording Studios w Rochester, USA[20]
  - Producent wykonawczy: Jon Zazula
  - Producent: Paul Curcio
  - Inżynier: Chris Bubacz
  - Asystent inżyniera: Andy Wroblewski
- Mastering: Bob Ludwig
- Projekt przedniej i tylnej okładki: Gary L. Heard, GLH Studios
- Fotografie z wkładki: Kevin Hodapp
- Grafiki, projekt, i układ: Shari i Harold Risch

## Wydania albumu
Na podstawie encycmet.com.

### 12-calowa płyta winylowa
| Kraj wydania      | Wydawca            | Rok wydania | Numer katalogowy | Opis |
| ----------------- | ------------------ | ----------- | ---------------- | --- |
| Anglia            | Music for Nations  | 1983        | MFN-7            | Czerwono-żółte etykiety                                                                                       |
| Argentyna         | PolyGram/Vertigo   | 1989        | 29194            | Dodatkowe utwory „Am I Evil?”, „Blitzkrieg”                                                                   |
| Brazylia          | PolyGram/Vertigo   | 1990        | 838-142-1        | Brak wkładki                                                                                                  |
| Brazylia          | Young/RGE          | 1987        | 320-7006         | Srebrne etykiety, wkładka z tekstami utworów                                                                  |
| Europa            | Phoogram/Vertigo   | 1989        | 838-142-1        | Żółte etykiety                                                                                                |
| Francja           | Bernett            | 1983        | SB-18007         | Brak wkładki                                                                                                  |
| Francja           | New Electric Way   | 1983        | 2326             | Etykiety New Electric Way lub Music for Nations                                                               |
| Francja           | Music for Nations  | 1983        | MFN 7            | Pierwsze tłoczenie bez kodu kreskowego                                                                        |
| Francja           | Music for Nations  | 1983        | MFN 7            | Drugie tłoczenie z kodem kreskowym, etykiety podają Francję jako kraj produkcji, okładka – Anglię             |
| Grecja            | PolyGram/Vertigo   | 1992        | 838-142-1        | Brak wkładki                                                                                                  |
| Hiszpania         | Phonogram/Vertigo  | 1989        | 838-142-1        | Brak wkładki                                                                                                  |
| Holandia          | Roadrunner         | 1983        | RR-9902          | Bez logo Music for Nations na okładce                                                                         |
| Holandia          | Roadrunner         | 1983        | RR-9902          | Z logo Music for Nations na okładce                                                                           |
| Japonia           | Nexus              | 1984        | K25P-438         | Wkładka z tekstami utworów, pasek OBI                                                                         |
| Kanada            | Banzai             | 1983        | BRC-1901         | Białe etykiety i wkładka                                                                                      |
| Kanada            | Elektra            | 1988        | 96 07661         | Dodatkowe utwory „Am I Evil?”, „Blitzkrieg”                                                                   |
| Kanada            | Banzai             | 1983        | BRC-1901         | Czarne etykiety                                                                                               |
| Kolumbia          | Philips/Vertigo    | 1990        | 838-142-1        | Czarno-biała tylna okładka                                                                                    |
| Korea             | Phonogram/Vertigo  | 1990        | SEL-RP-2002      | Wkładka z tekstami utworów                                                                                    |
| Meksyk            | PolyGram/Vertigo   | 1990        | LPR-23067        | Nazwy utworów w języku angielskim i hiszpańskim                                                               |
| Rosja             | Phonogram/PolyGram | 1994        | 838-142-1        | Błędy językowe na etykietach                                                                                  |
| Stany Zjednoczone | Elektra            | 1988        | e1-60766         | Wydanie Columbia House                                                                                        |
| Stany Zjednoczone | Eletkra            | 1988        | 9-60766-1        | Czerwono-czarne lub szare etykiety, dodatkowe utwory „Am I Evil?”, „Blitzkrieg”                               |
| Stany Zjednoczone | Megaforce          | 1983        | MRI 069          | Część egzemplarzy z tekstami utworów, część bez                                                               |
| Unia Europejska   | Vertigo            | 2001        | 838-142-1        | Powtórne wydanie na 180-gramowej płycie winylowej, we wkładce wspomniana oficjalna strona internetowa zespołu |
| Wenezuela         | PolyGram/Vertigo   | 1993        | 210-199          | Inna okładka                                                                                                  |

### Podwójna 12-calowa płyta winylowa
| Kraj wydania | Wydawca               | Rok wydania | Numer katalogowy | Opis                                                              |
| ------------ | --------------------- | ----------- | ---------------- | ----------------------------------------------------------------- |
| Anglia       | Music for Nations     | 1986        | MFN 7DM          | Na okładce napis „Made in France”, na płytach – „Made in England" |
| Francja      | Music for Nations     | 1986        | MFN 7DM          | Brak kraju produkcji na etykietach                                |
| EU (?)       | Universal Music Group | 2008        | 0600753085271    | Wydanie na 180-gramowym winylu.                                   |

### Wydanie promocyjne na 12-calowej płycie winylowej
| Kraj wydania      | Wydawca          | Rok wydania | Numer katalogowy | Opis                                                                                         |
| ----------------- | ---------------- | ----------- | ---------------- | -------------------------------------------------------------------------------------------- |
| Argentyna         | PolyGram/Vertigo | 1989        | 29194            | Promocyjne etykiety, hiszpańskie tytuły utworów, dodatkowe utwory „Am I Evil?”, „Blitzkrieg” |
| Brazylia          | Young/RGE        | 1987        | 320-7006         | Złota naklejka promocyjna w języku portugalskim                                              |
| Kanada            | Elektra          | 1988        | 96-70661         | Złota naklejka z tyłu wydania, dodatkowe utwory „Am I Evil?”, „Blitzkrieg”                   |
| Stany Zjednoczone | Elektra          | 1988        | 9-60766-1        | Złota naklejka                                                                               |

### 12-calowa płyta winylowa z nadrukiem
| Kraj wydania      | Wydawca           | Rok wydania | Numer katalogowy | Opis                                                    |
| ----------------- | ----------------- | ----------- | ---------------- | ------------------------------------------------------- |
| Anglia            | Music for Nations | 1986        | MFN 7P           | Niebieski tytuł, pierwsze tłoczenie bez kodu kreskowego |
| Anglia            | Music for Nations | 1986        | MFN 7P           | Niebieski tytuł, drugie tłoczenie z kodem kreskowym     |
| Stany Zjednoczone | Megaforce         | 1983        | MRI-069          | Numerowana płyta z nadrukiem, czerwony tytuł            |

### Płyta kompaktowa
| Kraj wydania      | Wydawca           | Rok wydania | Numer katalogowy | Opis                                                                                              |
| ----------------- | ----------------- | ----------- | ---------------- | ------------------------------------------------------------------------------------------------- |
| Anglia            | Music for Nations | 1983        | CD-MFN 7         | Pierwsze tłoczenie                                                                                |
| Anglia            | Music for Nations | 1983        | CD-MFN 7         | Drugie tłoczenie z kodem kreskowym z tyłu okładki                                                 |
| Australia         | PolyGram/Vertigo  | 1983        | 838-142-2        | Edycja związana z trasą w Australii i Azji                                                        |
| Brazylia          | PolyGram/Vertigo  | 1989        | 838-142-2        |                                                                                                   |
| Europa            | Phonogram/Vertigo | 1989        | 838-142-2        | Brak wymienionego kraju produkcji                                                                 |
| Francja           | Music for Nations | 1983        | CD-MFN-7         | Trzecie tłoczenie z kodem kreskowym                                                               |
| Francja           | Phonogram/Vertigo | 1989        | 838-142-2        |                                                                                                   |
| Japonia           | Sony              | 1992        | SRCS-5777        | Pasek OBI, teksty utworów                                                                         |
| Kanada            | Elektra           | 1995        | CD-60766         | Edycja poddana ponownemu masteringowi                                                             |
| Korea             | PolyGram/Vertigo  | 1992        | DP-0688          | Czerwona płyta                                                                                    |
| Stany Zjednoczone | Elektra           | 1988        | 9 60766-2        | Błędy typograficzne, dwukrotnie wymieniony utwór „Whiplash”                                       |
| Stany Zjednoczone | Elektra           | 1988        | 9 60766-2        | Pierwsze tłoczenie z okładką z prostokątnego pudełka, dodatkowe utwory „Am I Evil?”, „Blitzkrieg” |
| Stany Zjednoczone | Elektra/Asylum    | 1988        | E2-60766         | Błędnie wydrukowane wydanie Columbia House                                                        |
| Stany Zjednoczone | Elektra           | 1992        | 9-60766-2        | 10 ścieżek audio w prostokątnym pudełku                                                           |
| Stany Zjednoczone | Megaforce         | 1983        | MRI-CD-069       | Biała tylna okładka, brak tekstów utworów                                                         |

### Promocyjne wydanie CD
| Kraj wydania | Wydawca          | Rok wydania | Numer katalogowy | Opis                           |
| ------------ | ---------------- | ----------- | ---------------- | ------------------------------ |
| Brazylia     | PolyGram/Vertigo | 1989        | 838-142-2        | Promocyjna naklejka na okładce |

### Tłoczenia próbne
| Kraj wydania | Wydawca           | Rok wydania | Numer katalogowy | Opis                                     |
| ------------ | ----------------- | ----------- | ---------------- | ---------------------------------------- |
| Anglia       | Music for Nations | 1986        | MFN-7P           | Białe tłoczenie próbne płyty z nadrukiem |
| Brazylia     | Young/RGE         | 1987        | 320-7006         | Białe etykiety                           |
| Brazylia     | PolyGram/Vertigo  | 1990        | 838-142-1        | Tłoczenie próbne z białymi etykietami    |

## Certyfikaty i sprzedaż
| Kraj                     | Certyfikat         | Sprzedaż   |
| ------------------------ | ------------------ | ---------- |
| Argentyna (CAPIF)        | platynowa płyta    | 60 000+    |
| Australia (ARIA)         | 2× platynowa płyta | 140 000+   |
| Kanada (MC)              | platynowa płyta    | 100 000+   |
| Niemcy (BVMI)            | złota płyta        | 250 000+   |
| Polska (ZPAV)            | platynowa płyta    | 20 000+    |
| Stany Zjednoczone (RIAA) | 3× platynowa płyta | 4 500 000+ |
| Wielka Brytania (BPI)    | złota płyta        | 100 000+   |